# سوفیا تاراسووا
سوفیا تاراسووا (اوکراینی: Софія Михайлівна Тарасова؛ زادهٔ ۳۱ مارس ۲۰۰۱) خواننده، بازیگر اهل اوکراین است. وی از سال ۲۰۰۶ میلادی تاکنون مشغول فعالیت بوده‌است.او عضو گروه نو ویرگوس است.